# Gaston Ganault
Pour les articles homonymes, voir Ganault.
Gaston Ganault, né le 17 mai 1831 à  Laon et mort le 1er août 1894 à Vorges, est un homme politique français.

## Biographie
Député de l’Aisne de 1871 à 1889, conseiller général et conseiller municipal, il était une des figures les plus honorables et les plus en vue de la ville de Laon et du département de l’Aisne.
Son fils Ernest, médecin, fut également député de l'Aisne de 1910 à 1919.

## Source
- « Gaston Ganault », dans Adolphe Robert et Gaston Cougny, Dictionnaire des parlementaires français, Edgar Bourloton, 1889-1891 [détail de l’édition]